# Волович, Леонид Аркадьевич
Леонид Аркадьевич Волович (9 февраля 1931 года—16 июня 2020 года) — советский и российский учёный, педагог и социолог, член-корреспондент АПН СССР (1989), член-корреспондент РАО (1993).

## Биография
Родился 9 февраля 1931 года в городе Прилуки Черниговской области УССР.
В 1953 году — окончил Московский станкостроительный институт.
Выпускник вокального факультета Казанской консерватории (класс преподавателя Н. Н. Лучининой), одновременно преподавал машиноведение в казанской школе № 10.
Проработал около пятнадцати лет на кафедре сольного пения Казанской консерватории, с середины 60-х годов начал вести предметы гуманитарного цикла «Эстетика» и «Научный коммунизм».
В 1976 году — в открывшийся в Казани Институт педагогики и психологии профессионального образования при Российской академии образования, где в дальнейшем много лет являлся руководителем лаборатории гуманитарных исследований личности.
В 1966 году — защитил кандидатскую диссертацию, тема: «Эстетический идеал (некоторые закономерности формирования эстетического идеала коммунизма в советской музыке)».
В 1979 году — защитил докторскую диссертацию, тема: «Место и роль теории эстетического воспитания в марксистской социологии».
В 1989 году — избран членом-корреспондентом АПН СССР, в 1993 году — стал членом-корреспондентом РАО.
Леонид Аркадьевич Волович скончался 16 июня 2020 года в Казани. Похоронен на Самосыровском кладбище.

## Научная деятельность
Создатель оригинальной концепции поливариативной гуманитарной подготовки специалиста в системе непрерывного профессионального образования.
Под его руководством защищено более 30 кандидских диссертаций, он консультировал семь докторских диссертаций.
Сочинения
- Система эстетического воспитания подрастающего поколения. — Казань, 1976;
- Программе созидания — высококвалифицированные кадры. — Киев, 1986;
- Система эстетического воспитания учащихся профтехучилищ. — М., 1988;
- Воспитательная работа в регионе. — М., 1992;
- Социокультурный и интеллектуальный потенциал молодежи в Республике Татарстан. — Казань, 1996;
- учебник «Философия образования» Казань, 2009.

### Критика
По данным вольного сетевого сообщества «Диссернет», являлся научным руководителем, а также оппонентом на защите десяти диссертаций, которые содержат масштабные заимствования, не оформленные как цитаты.

## Награды
- Премия Правительства Российской Федерации в области образования (в составе группы, за 2005 год) — за цикл трудов «Научно-методическое обеспечение среднего профессионального образования»[4].
- Заслуженный деятель науки ТАССР (1986).

## Известные адреса
- Казань, Производственная улица, дом 14.[5].